# Who Got The Gravy?
Who Got The Gravy? – szósty album grupy Digital Underground wydany 8 września 1998 roku nakładem wytwórni Jake Records.

## Lista utworów
Opracowano na podstawie źródła
1. "I Shall Return" (Intro)
2. "Holla Holiday"
3. "Wind Me Up"
4. "The Mission"
5. "The Odd Couple"
6. "Blind Mice"
7. "The Gravy"
8. "Peanut Hakeem"
9. "Mans Girl"
10. "April Showers"
11. "Cyber Teeth Tigers"